# 十世王
十世王（とおよおう、天長10年（833年）‐延喜16年7月3日（916年8月4日））は、平安時代前期の皇族。桓武天皇の孫、二品・仲野親王の子。宇多天皇の外叔父。官位は従三位・参議。

## 経歴
50歳を過ぎるまで無位であったが、元慶8年（884年）姉妹の班子女王の夫・時康親王の即位（光孝天皇）に伴って、従四位下に直叙され、翌元慶9年（885年）中務大輔に任ぜられる。
甥にあたる宇多天皇の治世下にて、寛平2年（890年）従四位上、寛平8年（896年）正四位下と昇進し、寛平9年（897年）参議に任ぜられて65歳で公卿に列した。また、宇多朝から醍醐朝にかけて、約25年の長きにわたり宮内卿を務め、延喜10年（910年）には従三位に至っている。
延喜16年（916年）7月3日薨去。享年84。最終官位は参議従三位行宮内卿兼行播磨守。

## 人物
歯が悪かったため堅い食物を食べられず、重湯しか飲むことができなかった。ただし、その重湯の中に乾石決明（干し鮑の屑）を入れて毎日服用していたという。
高齢になっても健康を保ち、昌泰元年（898年）既に六十代後半になっていたが、祈雨のために行われた伊勢臨時奉幣使の使王として、騎馬で伊勢神宮に派遣されている。

## 官歴
注記のないものは『公卿補任』による。
- 元慶8年（884年） 2月23日：従四位下（直叙）[4]
- 元慶9年（885年） 正月16日：中務大輔[4]
- 仁和3年（887年） 2月2日：兼加賀権守[4]
- 寛平2年（890年） 正月7日：従四位上
- 寛平3年（891年） 12月6日：宮内卿
- 寛平5年（893年） 11月22日：兼伊予権守
- 寛平8年（896年） 正月7日：正四位下。正月12日：兼越前権守
- 寛平9年（897年） 6月19日：参議、宮内卿如元
- 昌泰元年（898年） 日付不詳：備後権守
- 延喜3年（903年） 正月11日：兼伊勢権守
- 延喜8年（908年） 正月13日：兼越前守
- 延喜10年（910年） 正月7日：従三位
- 延喜13年（913年） 正月28日：兼播磨守
- 延喜16年（916年） 7月3日：薨去（参議従三位行宮内卿兼行播磨守）

## 系譜
- 父：仲野親王
- 母：不詳
- 生母不詳の子女
  - 男子：時世王
  - 男子：時相王
  - 男子：時清王
  - 女子：徳姫女王 - 宇多天皇更衣